# Верное вместо гадательного
«Верное вместо гадательного» (исп. Lo cierto por lo dudoso) — историческая драма испанского драматурга Лопе де Веги, впервые опубликованная в 1625 году в составе «XX части комедий Лопе де Вега» и в том же году вышедшая отдельным изданием. Время её написания неизвестно.
Действие пьесы происходит в Кастилии в XIV веке, в правление Педро Жестокого, причём король и его единокровный брат Энрике Трастамарский принадлежат к числу персонажей. Автор не претендовал на изображение исторических реалий. Тем не менее в XIX веке на основе пьесы Лопе сформировался ряд исторических легенд о Педро I. Она с успехом шла на испанской сцене в обработке Висенте Родригеса де Арельяно, была переведена на французский и русский языки. Многие исследователи относят «Верное вместо гадательного» к числу лучших пьес Лопе из-за глубокой проработки характеров.